# Els pescadors de canya
Els pescadors de canya (Les Pêcheurs à la ligne) és un oli sobre tela de 46 × 55 cm realitzat pel pintor francès Henri Rousseau vers els anys 1908-1909 i dipositat al Museu de l'Orangerie de París.

## Context històric i artístic
Rousseau va representar diverses vegades dirigibles i avions, la qual cosa el va fer un pioner en la representació de la modernitat del seu temps (aquest tema, el de la modernitat, serà assumit més tard pel pintor Robert Delaunay, un gran admirador de l'obra de Rousseau). La conquesta de l'aire, el gran desafiament de l'època que li va tocar viure, fou la notícia principal de la premsa d'aquell temps.
El quadre fou adquirit el mateix 1909, el 12 de setembre, pel marxant Ambroise Vollard. Paul Guillaume el va comprar el gener del 1931.

## Descripció
En aquesta composició s'apleguen elements habituals dels paisatges de perifèria urbana de Rousseau: cases amb finestres acuradament alineades, una xemeneia de fàbrica, una renglera d'arbres, alguns personatges. La novetat, ací, és el biplà que sobrevola l'escena. Es tracta de l'avió de Wilbur Wright que havia realitzat un vol a Le Mans el 1908, la imatge del qual havia estat difosa per la premsa de l'època, en particular Le Petit Journal Illustré de la Jeunesse del 27 de desembre del 1908. Una altra representació del biplà aparegué al Petit Journal del 5 de setembre del 1909, al costat d'un article sobre la Gran Setmana de l'Aviació. Una vegada més, Rousseau fa palès el seu entusiasme pels progressos de la tècnica.
La platja, la franja de color ocre, separa l'espai dels pescadors de les cases i davalla a la part dreta de la pintura, la qual cosa vol dir que les cases, representades frontalment, s'assenten d'una manera estranya resseguint la corba del terreny. De la mateixa manera, els pescadors, els peus dels quals apareixen tallats, semblen col·locats a l'aigua o, més aviat, encallats a la franja de terra.